# Ważniaki
Ważniaki (znany także jako Cwaniaki; ang. Wise Guys) – amerykańska czarna komedia kryminalna z 1986 roku.

## Główne role
- Danny DeVito – Harry Valentini
- Joe Piscopo – Moe Dickstein
- Harvey Keitel – Bobby DiLea
- Ray Sharkey – Marco
- Dan Hedaya – Anthony Castelo
- Lou Albano – Frank "The Fixer" Acavano